# Sommeri

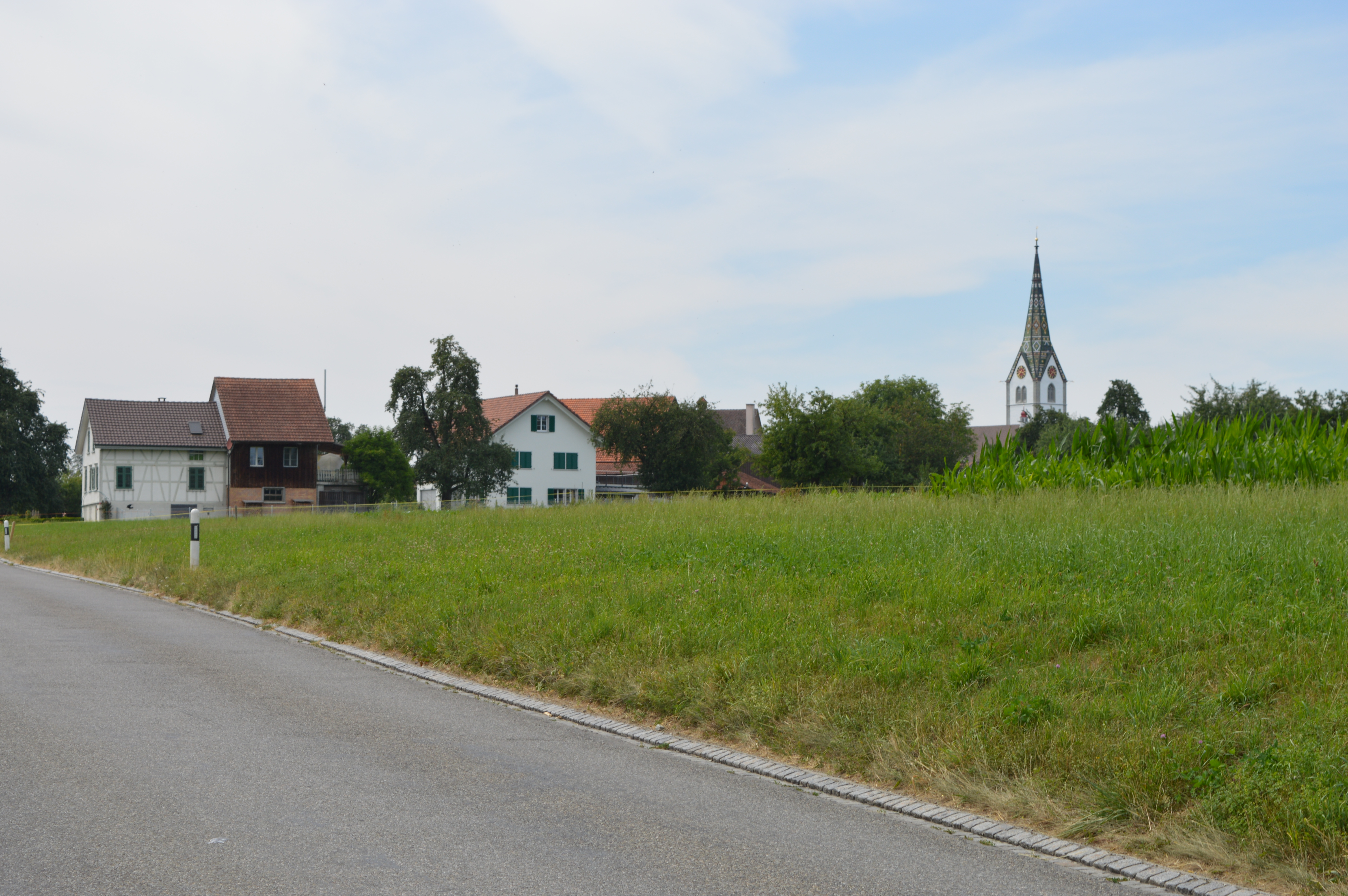
Sommeri

Sommeri is een gemeente en plaats in het Zwitserse kanton Thurgau, en maakt deel uit van het district Arbon. Sommeri telt 500 inwoners.

## Geboren
- Maria Dutli-Rutishauser (1903-1995), schrijfster